# Fußball-Weltmeisterschaft 2018/Dänemark
Dieser Artikel behandelt die dänische Fußballnationalmannschaft bei der Fußball-Weltmeisterschaft 2018. Dänemark nahm zum fünften Mal an der Endrunde teil und erreichte das Achtelfinale.

## Qualifikation
Die Mannschaft qualifizierte sich über die Qualifikationsspiele des europäischen Fußballverbandes UEFA für die Weltmeisterschaft in Russland.

### Spiele

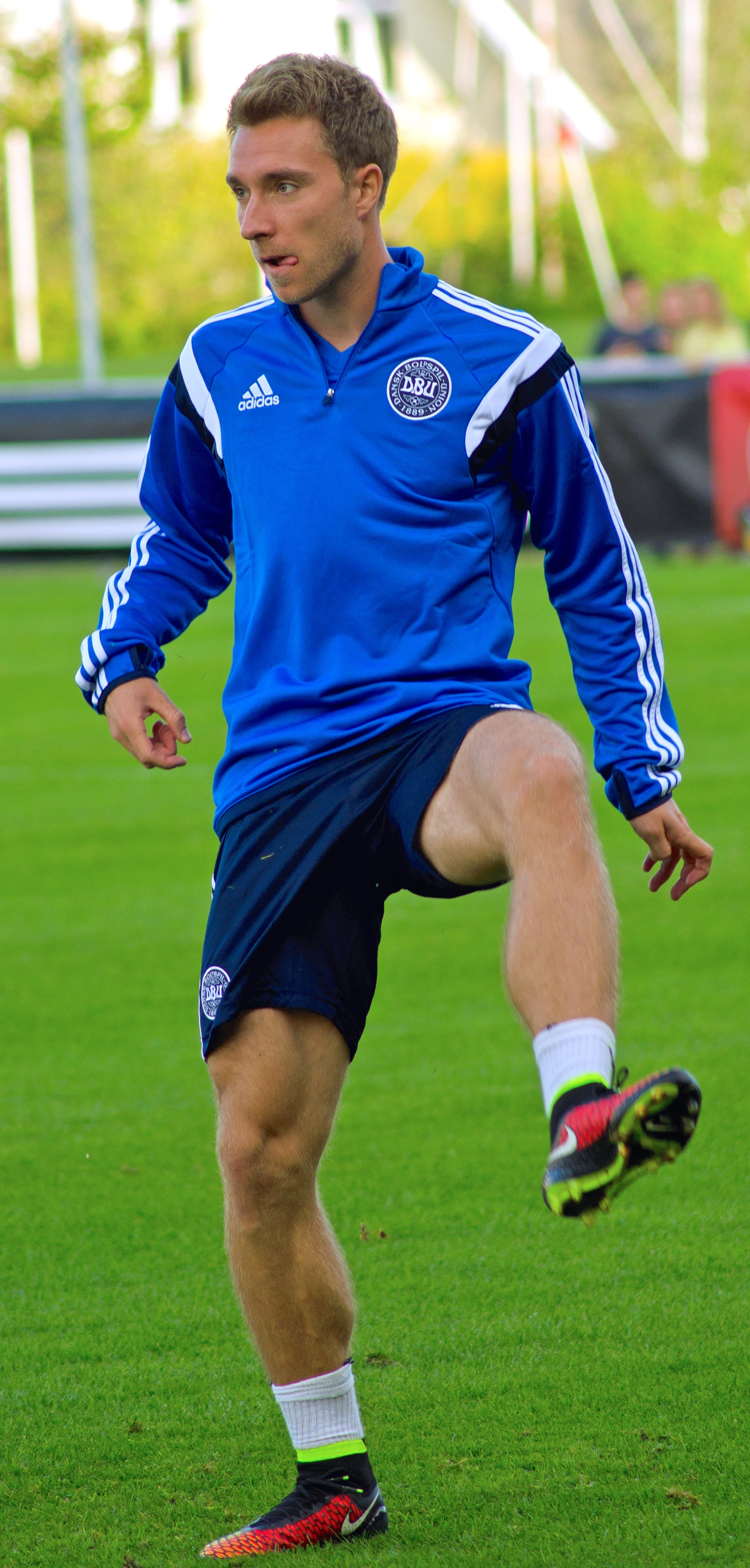
Christian Eriksen, bester dänischer Torschütze der Qualifikation

Dänemark traf in der Gruppe E auf Armenien, Kasachstan, Montenegro, Polen und Rumänien. In den zehn daraus entstandenen Begegnungen trug die dänische Mannschaft sechs Siege davon, verlor zwei Spiele und spielte zweimal remis. Trotz der geringsten Anzahl von Gegentoren in dieser Gruppe belegte Dänemark hinter Polen nur den zweiten Platz und musste in die Playoffspiele der Gruppenzweiten. Hier trafen sie auf Irland. Nach einem 0:0 im Heimspiel gerieten sie zwar im Rückspiel in Dublin bereits nach sechs Minuten in Rückstand, Andreas Christensen konnte aber 23 Minuten später ausgleichen und anschließend Christian Eriksen mit drei Toren das Spiel komplett drehen. In der Schlussminute verwandelte Nicklas Bendtner noch einen Strafstoß zum 5:1-Endstand für die Dänen. Damit qualifizierten sie sich als letzte europäische Mannschaft für die Endrunde.
Insgesamt kamen 26 Spieler zum Einsatz, von denen nur zwei lediglich einen Einsatz hatten. Drei Spieler kamen in allen zwölf Spielen zum Einsatz: Christian Eriksen, Kapitän Simon Kjær und Thomas Delaney. Elfmal wurde William Kvist eingesetzt.
Bester Torschütze war mit elf Toren Christian Eriksen, davon drei im letzten Playoffspiel. Er war damit drittbester europäischer Torschütze der Qualifikation. Vier Tore steuerte Thomas Delaney bei, dem beim 4:0 gegen Polen sein erstes Länderspieltor gelang. Ebenfalls das erste Länderspieltor gelangen in den Qualifikationsspielen Peter Ankersen beim 4:1 gegen Kasachstan, Andreas Christensen im letzten Playoffspiel gegen Irland und Kasper Dolberg beim 3:1 gegen Kasachstan. Insgesamt trafen neun Spieler für Dänemark, hinzu kam ein Eigentor eines polnischen Spielers.
Die Dänen bestritten alle Heimspiele im Kopenhagener Telia Parken
| Datum      | Spielort    | Gastgeber  |   | Gast       | Ergebnis  | Torschützen für Dänemark                                                                        |
| ---------- | ----------- | ---------- | - | ---------- | --------- | ----------------------------------------------------------------------------------------------- |
| 04.09.2016 | Kopenhagen  | Dänemark   | – | Armenien   | 1:0 (1:0) | Christian Eriksen (17.)                                                                         |
| 08.10.2016 | Warschau    | Polen      | – | Dänemark   | 3:2 (2:0) | Eigentor Polen (49,), Yussuf Poulsen (69.)                                                      |
| 11.10.2016 | Kopenhagen  | Dänemark   | – | Montenegro | 0:1 (0:1) |                                                                                                 |
| 11.11.2016 | Kopenhagen  | Dänemark   | – | Kasachstan | 4:1 (2:1) | Andreas Cornelius (15.), Christian Eriksen (36./Elfmeter, 90.+2) (pen.), Peter Ankersen (78.)   |
| 26.03.2017 | Cluj-Napoca | Rumänien   | – | Dänemark   | 0:0       |                                                                                                 |
| 10.06.2017 | Astana      | Kasachstan | – | Dänemark   | 1:3 (0:1) | Nicolai Jørgensen (27.), Christian Eriksen (51./Elfmeter), Kasper Dolberg (81.)                 |
| 01.09.2017 | Kopenhagen  | Dänemark   | – | Polen      | 4:0 (2:0) | Thomas Delaney (15.), Andreas Cornelius (42.), Nicolai Jørgensen (59.), Christian Eriksen (79.) |
| 04.09.2017 | Jerewan     | Armenien   | – | Dänemark   | 1:4 (1:2) | Thomas Delaney (16., 81., 90.+3) Christian Eriksen (29.)                                        |
| 05.10.2017 | Podgorica   | Montenegro | – | Dänemark   | 0:1 (0:1) | Christian Eriksen (16.)                                                                         |
| 08.10.2017 | Kopenhagen  | Dänemark   | – | Rumänien   | 1:1 (0:0) | Christian Eriksen (59.)                                                                         |

### Abschlusstabelle der Qualifikationsrunde
| Pl. | Mannschaft | Sp. | S | U | N | Tore    | Diff. | Punkte |
| --- | ---------- | --- | - | - | - | ------- | ----- | ------ |
| 1.  | Polen      | 10  | 8 | 1 | 1 | 028:140 | +14   | 25     |
| 2.  | Dänemark   | 10  | 6 | 2 | 2 | 020:800 | +12   | 20     |
| 3.  | Montenegro | 10  | 5 | 1 | 4 | 020:120 | +8    | 16     |
| 4.  | Rumänien   | 10  | 3 | 4 | 3 | 012:100 | +2    | 13     |
| 5.  | Armenien   | 10  | 2 | 1 | 7 | 010:260 | −16   | 07     |
| 6.  | Kasachstan | 10  | 0 | 3 | 7 | 006:260 | −20   | 03     |

### Playoffspiele
| Datum      | Spielort | Gastgeber |   | Gast     | Ergebnis  | Torschützen für Dänemark                                                                     |
| ---------- | -------- | --------- | - | -------- | --------- | -------------------------------------------------------------------------------------------- |
| 09.11.2017 | Belfast  | Dänemark  | – | Irland   | 0:0       |                                                                                              |
| 14.11.2017 | Dublin   | Irland    | – | Dänemark | 1:5 (1:2) | Andreas Christensen (29.), Christian Eriksen (32., 63. 73.), Nicklas Bendtner (90./Elfmeter) |

## Vorbereitung

### Spiele
| Datum         | Ergebnis | Gegner   | Austragungsort | Dänische Torschützen                          |
| ------------- | -------- | -------- | -------------- | --------------------------------------------- |
| 22. März 2018 | 1:0      | Panama   | Brøndby        | Pione Sisto (69.)                             |
| 27. März 2018 | 0:0      | Chile    | Aalborg        |                                               |
| 2. Juni 2018  | 0:0      | Schweden | Solna          |                                               |
| 9. Juni 2018  | 2:0      | Mexiko   | Brøndby        | Yussuf Poulsen (71.), Christian Eriksen (74.) |

### Quartier
Teamquartier ist das „Beton Brut“ in Anapa sein, wo die Mannschaft im Pontos Stadium trainiert.

## Kader
Am 14. Mai 2018 wurde der vorläufige Kader benannt. Die Reduzierung auf 23 Spieler erfolgte am 3. Juni. Gestrichen wurden Peter Ankersen, Nicklas Bendtner, Andreas Bjelland, Nicolai Boilesen, Riza Durmisi, Jesper Hansen, Pierre Emile Højbjerg, Mathias Jensen, Mike Jensen, Robert Skov, Daniel Wass und Kenneth Zohoré. Am 18. Juni musste William Kvist nach einer im Spiel gegen Peru erlittenen Rippenverletzung die Heimreise antreten. Es wurde kein Ersatz nachnominiert.
| Position    | Nr.     | Name                | Geburtstag | Spiele | Tore | Verein                   | Debüt | Letzter Einsatz | Anzahl der Spiele | Tor | Gelbe Karte | Gelb-Rote Karte | Rote Karte | WM- Teilnahmen | WM-Spiele (vor 2018) | WM-Tore (vor 2018) |
| ----------- | ------- | ------------------- | ---------- | ------ | ---- | ------------------------ | ----- | --------------- | ----------------- | --- | ----------- | --------------- | ---------- | -------------- | -------------------- | ------------------ |
| Tor         | 16      | Jonas Lössl         | 01.02.1989 | 1      | 0    | Huddersfield Town        | 2016  | 29.03.2016      |                   |     |             |                 |            |                |                      |                    |
| Tor         | 22      | Frederik Rønnow     | 04.08.1992 | 6      | 0    | Bröndby IFP              | 2016  | 10.06.2017      |                   |     |             |                 |            |                |                      |                    |
| Tor         | 01      | Kasper Schmeichel   | 05.11.1986 | 35     | 0    | Leicester City           | 2013  | 09.06.2018      | 4                 |     |             |                 |            |                |                      |                    |
| Abwehr      | 06      | Andreas Christensen | 10.04.1996 | 16     | 1    | FC ChelseaP              | 2015  | 09.06.2018      | 4                 |     |             |                 |            |                |                      |                    |
| Abwehr      | 14      | Henrik Dalsgaard    | 27.07.1989 | 11     | 0    | FC Brentford             | 2016  | 09.06.2018      | 4                 |     |             |                 |            |                |                      |                    |
| Abwehr      | 04      | Simon Kjær          | 26.03.1989 | 78     | 3    | FC Sevilla               | 2009  | 09.06.2018      | 4                 |     |             |                 |            | 2010           | 2                    | 0                  |
| Abwehr      | 05      | Jonas Knudsen       | 16.09.1992 | 3      | 0    | Ipswich Town             | 2014  | 27.03.2018      | 1                 |     |             |                 |            |                |                      |                    |
| Abwehr      | 17      | Jens Stryger Larsen | 21.02.1991 | 13     | 1    | Udinese Calcio           | 2016  | 09.06.2018      | 3                 |     |             |                 |            |                |                      |                    |
| Abwehr      | 03      | Jannik Vestergaard  | 03.08.1992 | 16     | 1    | Borussia Mönchengladbach | 2013  | 02.06.2018      |                   |     |             |                 |            |                |                      |                    |
| Abwehr      | 13      | Zanka               | 23.04.1990 | 12     | 0    | Huddersfield Town        | 2008  | 22.03.2018      | 3                 | 1   | 2           |                 |            |                |                      |                    |
| Mittelfeld  | 08      | Thomas Delaney      | 03.09.1991 | 27     | 4    | SV Werder Bremen         | 2013  | 09.06.2018      | 4                 |     | 1           |                 |            |                |                      |                    |
| Mittelfeld  | 10      | Christian Eriksen   | 14.02.1992 | 77     | 22   | Tottenham Hotspur        | 2010  | 09.06.2018      | 4                 | 1   |             |                 |            | 2010           | 2                    | 0                  |
| Mittelfeld  | 02      | Michael Krohn-Dehli | 06.06.1983 | 58     | 6    | Deportivo La Coruña↓     | 2006  | 09.06.2018      | 1                 |     |             |                 |            |                |                      |                    |
| Mittelfeld  | 07      | William Kvist       | 24.02.1985 | 80     | 2    | FC Kopenhagen            | 2007  | 09.06.2018      | 1                 |     |             |                 |            |                |                      |                    |
| Mittelfeld  | 18      | Lukas Lerager       | 12.07.1993 | 4      | 0    | Girondins Bordeaux       | 2017  | 09.06.2018      | 1                 |     |             |                 |            |                |                      |                    |
| Mittelfeld  | 19      | Lasse Schöne        | 27.05.1986 | 36     | 3    | Ajax Amsterdam           | 2009  | 09.06.2018      | 3                 |     |             |                 |            |                |                      |                    |
| Sturm       | 11      | Martin Braithwaite  | 05.06.1991 | 20     | 1    | FC Middlesbrough         | 2013  | 09.06.2018      | 4                 |     |             |                 |            |                |                      |                    |
| Sturm       | 21      | Andreas Cornelius   | 16.03.1993 | 18     | 4    | Atalanta Bergamo         | 2012  | 27.03.2018      | 3                 |     |             |                 |            |                |                      |                    |
| Sturm       | 12      | Kasper Dolberg      | 06.10.1997 | 6      | 1    | Ajax Amsterdam           | 2016  | 09.06.2018      | 1                 |     |             |                 |            |                |                      |                    |
| Sturm       | 15      | Viktor Fischer      | 09.06.1994 | 19     | 3    | FC Kopenhagen            | 2012  | 09.06.2018      | 1                 |     |             |                 |            |                |                      |                    |
| Sturm       | 09      | Nicolai Jørgensen   | 15.01.1991 | 31     | 8    | Feyenoord RotterdamP     | 2011  | 09.06.2018      | 3                 |     |             |                 |            |                |                      |                    |
| Sturm       | 20      | Yussuf Poulsen      | 15.06.1994 | 19     | 4    | RB Leipzig               | 2014  | 09.06.2018      | 3                 | 1   | 2           |                 |            |                |                      |                    |
| Sturm       | 23      | Pione Sisto         | 04.02.1995 | 14     | 1    | Celta Vigo               | 2015  | 09.06.2018      | 4                 |     | 1           |                 |            |                |                      |                    |
| Trainerstab | Trainer | Åge Hareide         | 23.09.1953 |        |      |                          | 2015  |                 |                   |     |             |                 |            |                |                      |                    |
| 1. 2. 3.    |         |                     |            |        |      |                          |       |                 |                   |     |             |                 |            |                |                      |                    |

## Endrunde

### Gruppenauslosung
Für die Auslosung der Qualifikationsgruppen am 1. Dezember waren die Dänen Topf 3 zugeordnet und konnten daher in eine Gruppe mit Titelverteidiger Deutschland, Rekordweltmeister Brasilien, Vizeweltmeister Argentinien oder Gastgeber Russland gelost werden. Dänemark trifft in Gruppe C auf Ex-Weltmeister Frankreich, Asienmeister Australien und Peru, das sich als letzte Mannschaft qualifizierte. Vor der WM spielte Dänemark 15-mal gegen Frankreich, darunter zweimal in den Vorrunden bei den Weltmeisterschaften 1998 (1:2) und 2002 (2:0). Zudem trafen beide dreimal in EM-Vorrunden aufeinander (1984/0:1, 1992/2:1 und 2000/0:3). Insgesamt ist die Bilanz mit fünf Siegen, einem Remis und acht Niederlagen negativ, die Tordifferenz durch das 17:1 (höchster Sieg einer europäischen Mannschaft) bei den Olympischen Spielen 1908 aber positiv. Gegen Australien gab es zuvor nur Freundschaftsspiele mit zwei Siegen und einer Niederlage. Gegen Peru hatten die Dänen noch nie gespielt.
Außer in Moskau gegen die Sowjetunion hatten die Dänen zuvor in keinem der Vorrundenspielorte gespielt.

### Spiele der Gruppenphase / Gruppe C
| Pl. | Land       | Sp. | S | U | N | Tore    | Diff. | Punkte |
| --- | ---------- | --- | - | - | - | ------- | ----- | ------ |
| 1.  | Frankreich | 3   | 2 | 1 | 0 | 003:100 | +2    | 07     |
| 2.  | Dänemark   | 3   | 1 | 2 | 0 | 002:100 | +1    | 05     |
| 3.  | Peru       | 3   | 1 | 0 | 2 | 002:200 | ±0    | 03     |
| 4.  | Australien | 3   | 0 | 1 | 2 | 002:500 | −3    | 01     |

| Sa., 16. Juni 2018, 19:00 Uhr (18:00 Uhr MESZ) in Saransk                           |   |            |           |              |
| Peru                                                                                | – | Dänemark   | 0:1 (0:0) | 59.′ Poulsen |
| Do., 21. Juni 2018, 16:00 Uhr (14:00 Uhr MESZ) in Samara                            |   |            |           |              |
| Dänemark                                                                            | – | Australien | 1:1 (1:1) | 7.′ Eriksen  |
| Di., 26. Juni 2018, 17:00 Uhr (16:00 Uhr MESZ) in Moskau (Olympiastadion Luschniki) |   |            |           |              |
| Dänemark                                                                            | – | Frankreich | 0:0       |              |

### Spiele der K.-o.-Runde
| So., 1. Juli 2018, 21:00 Uhr (20:00 Uhr MESZ) in Nischni Nowgorod (Stadion Nischni Nowgorod) |   |          |                                 |
| Kroatien                                                                                     | – | Dänemark | 1:1 n. V. (1:1, 1:1), 3:2 i. E. |